# 太原万柏林体育場
太原万柏林体育場(たいげんまんはくりんたいいくじょう、簡体字中国語: 太原万柏林体育场、英: Taiyuan Wanbailin Stadium)は、中華人民共和国の山西省太原市万柏林区にある多目的スタジアムである。

## 概要
1957年に設立された。総敷地面積は45,666平方メートル。スタジアムには陸上トラックが敷設されている他、バスケットボール、テニス、ゲートボール、ハンドボールなどを行うことの出来る施設が付属している。設立後約50年が経過し老朽化が目立ってきたため2003年8月に改修工事に取り掛かったものの資金不足により途中で頓挫、2008年に3000万元をかけて改修工事が完成した。
主にサッカーの試合に用いられ、中国サッカー・乙級リーグに所属する山西嘉怡が2012年7月までホームスタジアムとして利用していた。(その後太原電力高等専科学校体育場に変更)

## 交通アクセス
中華人民共和国鉄道部太原鉄路局の太原西駅より徒歩約10分。